# Arteria cólica derecha
La arteria cólica derecha es una arteria que se origina como rama colateral de la arteria mesentérica superior.

## Trayecto
Nace alrededor de la parte media de la concavidad de la arteria mesentérica superior, o de un tallo común con ella y la arteria ileocólica.
Pasa hacia la derecha bajo el peritoneo y en frente de la arteria testicular u ovárica, el uréter derecho y el músculo psoas mayor, dirigiéndose hacia la parte media del colon ascendente; a veces el vaso se encuentra a un nivel superior, y cruza la parte descendente del duodeno y el extremo inferior del riñón derecho.

## Ramas
Según Anatomía de Gray, en el colon se divide en una rama descendente, que se anastomosa con la arteria ileocólica, y otra ascendente, que se anastomosa con la arteria cólica media. Estas ramas forman arcos, desde cuya convexidad se distribuyen vasos hacia el colon ascendente.
Según el Diccionario enciclopédico ilustrado de medicina Dorland, 27ª edición, se divide en dos ramas terminales: una derecha o arteria del ángulo cólico derecho, y otra izquierda o arteria del colon transverso o arteria cólica media.

## Distribución
Según Anatomía de Gray, irriga el colon ascendente.
Según el Diccionario enciclopédico ilustrado de medicina Dorland, 27ª edición, se distribuye hacia la flexura cólica derecha o ángulo derecho del colon y el colon transverso.